# Wasserturm (Ciechanów)

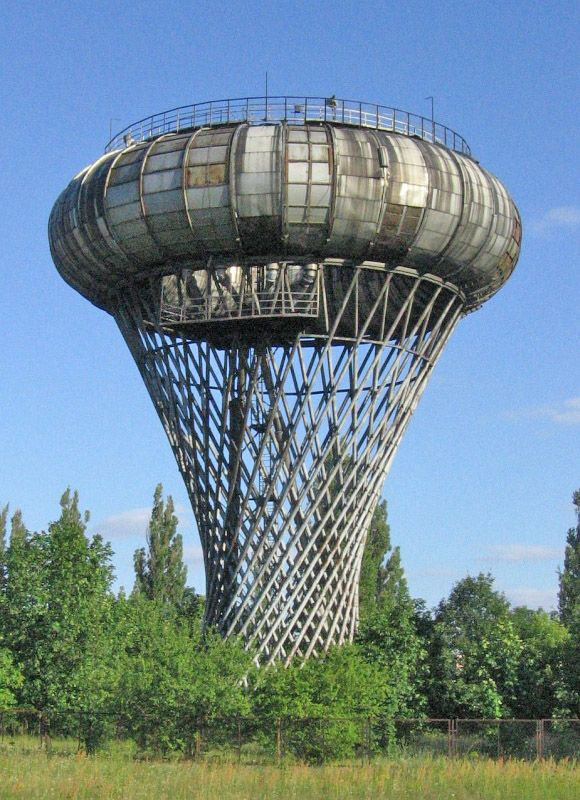
Wasserturm Ciechanów

Der Wasserturm in Ciechanów ist ein unbenutzter Ausgleichsbehälter des städtischen Wassernetzwerkes in Ciechanów 
(Woiwodschaft Masowien), einer Stadt in Polen mit etwa 45 000 Einwohnern.
Der Wasserturm wurde auf einer der höchstgelegenen Stellen des Ortes nach dem Entwurf des Warschauer Architekten Jerzy Michał Bogusławski 1972 errichtet. Die Statik schufen Dr. Jerzy Wilbik, Ing. Stanisław Gajowniczek und Ing. Bohdan Szczeszek.
Der Ausgleichsbehälter wurde in Form eines Torus aus Stahlblech entworfen. Er steht auf einem Tragwerk in Form eines Rotationshyperboloids, einer Hyperboloidkonstruktion.
Der Inhalt des Behälters beträgt 1560 m3, die Höhe des Tragwerks 22 m, der Durchmesser unten 11,25 m, oben 17,70 m, an der engsten Stelle etwa 7,00 m. 
Die Pumpen und Ventile wurden in einer unterirdischen Kammer untergebracht, die die Fundamentplatte bildet.
Der Turm war etwa zehn Jahre im Betrieb, seit den 1980er Jahren steht er verlassen. Die Ideen, den Wasserturm zu einer Aussichtsplattform oder zu einem Turmrestaurant umfunktionieren, konnten wegen der Einsturzgefahr der verrosteten Struktur nicht verwirklicht werden.
Der Entwurf wurde 1977 vom Minister für Bauwesen und Baustoffe mit einem Preis ausgezeichnet.